# Inteligencia Artificial para el Medio Ambiente y la Sostenibilidad
Inteligencia Artificial para el Medio Ambiente y la Sostenibilidad (ARIES) es un proyecto de investigación internacional sin ánimo de lucro alojado en el Centro vasco para el cambio climático (BC3) con sede en Bilbao, España. Fue creado para integrar modelos  computacionales para la evaluación de la sostenibilidad ambiental y la elaboración de políticas a través de la ecoinformática.

## Tecnología y aplicaciones
El objetivo de ARIES es integrar datos y modelos científicos que simulan sistemas ambientales y socioeconómicos. A través de la semántica (ciencia computacional), busca  abordar problemas de modelización científica; siguiendo los modelos y datos FAIR que son los que cumplen con los principios de encontrabilidad, accesibilidad, interoperabilidad y reutilización, gracias a una infraestructura de software de código abierto llamado Knowledge Laboratory (k.LAB) para describir semánticamente, codificar y distribuir datos y modelos para usuarios finales, modeladores y administradores de redes.
Actualmente, ARIES tiene dos aplicaciones en línea: k.Explorer y ARIES for SEEA. Lanzada en otoño de 2018, k.Explorer es una interfaz que permite a los usuarios no técnicos ejecutar modelos sofisticados. La aplicación ARIES for SEEA la lanzó en abril de 2021 BC3 en colaboración con la División de Estadísticas del Departamento de Asuntos Económicos y Sociales de Naciones Unidas (UN DESA) y el Programa de las Naciones Unidas para el Medio Ambiente (PNUMA) para contabilizar el capital natural de una manera rápida, estandarizada y personalizable. En marzo de 2021, poco después de la adopción de la Contabilidad de Ecosistemas del Sistema de Contabilidad Ambiental y Económica (SEEA) por parte de las Naciones Unidas, la aplicación ARIES for SEEA se puso a disposición en la Plataforma Global de las Naciones Unidas con el fin de acelerar la implementación de SEEA a escala mundial.

## Historia y colaboradores
El proyecto ARIES nació en abril de 2007 en el Gund Institute for Ecological Economics de la Universidad de Vermont (Estados Unidos), gracias a una subvención de un millón de dólares de la Fundación Nacional de Ciencias del Gobierno de Estados Unidos. A lo largo del año siguiente, se desarrolló un prototipo del sistema de modelización y en 2012 se puso en línea un prototipo funcional. Desde 2010, el proyecto tiene su sede en BC3, donde la tecnología ha continuado desarrollándose desde entonces. A partir de 2013, el equipo de ARIES ha organizado la Universidad Internacional de Primavera sobre Modelización de Servicios Ecosistémicos, una escuela anual de modelización intensiva para científicos y analistas políticos que trabajan en el ámbito de la sostenibilidad medioambiental.
ARIES está dirigida desde un centro global en BC3 en colaboración con la Università Ca' Foscari de Venecia, el Centro de Investigación del Cambio Global, HydroloGIS, IHCantabria, el Instituto de Materiales y Sistemas para la Sostenibilidad de la Universidad de Nagoya, el Banco Interamericano de Desarrollo (IDB), UN DESA, la Universidad de Údine y el Servicio Geológico de Estados Unidos (USGS).